# Лисицина, Мария Иосифовна
Мари́я Ио́сифовна Лиси́цина (23 января 1921 — 22 июня 2011) — Герой Социалистического Труда (1971), заслуженный учитель школы РСФСР, Почётный житель Белогорска Амурской области.

## Биография
Родилась 23 января 1921 года на хуторе Голубинка Донской (ныне Ростовской) области.
В 1939 году по призыву Родины поехала на Дальний Восток. Получила специальность учителя в Благовещенском педагогическом институте. 47 лет проработала с детьми, из них больше двадцати лет работала учителем русского языка и литературы в Белогорской средней школе № 1. На её уроках часто бывало местное телевидение, они стали классикой амурской педагогики. Муж был учителем и председателем колхоза, а трое из четверых их детей избрали судьбу матери и стали филологами.
Умерла 22 июня 2011 года в Белогорске (Амурская область).

## Награды
- Герой Социалистического Труда — Указом Президиума Верховного Совета СССР от 20 июля 1971 года «за большие заслуги в обучении и коммунистическом воспитании учащихся» с вручением ордена Ленина и золотой медали Серп и Молот.
- орден Ленина[4]
- орден «Знак Почёта»
- медаль «За доблестный труд»
- Заслуженный учитель школы РСФСР
- Почётный житель Белогорска (1976)